# 차오시루역

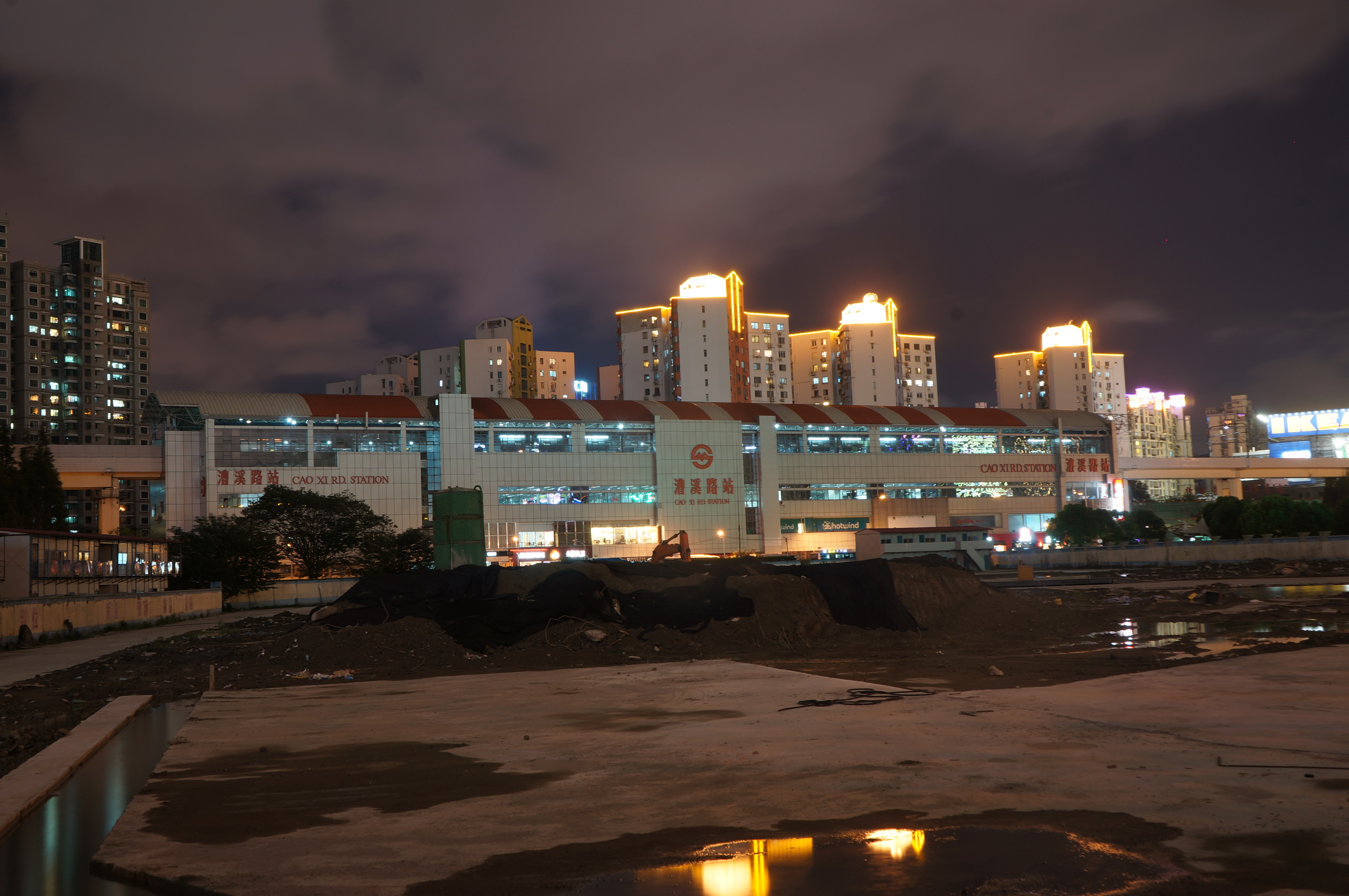
차오시루역 역사

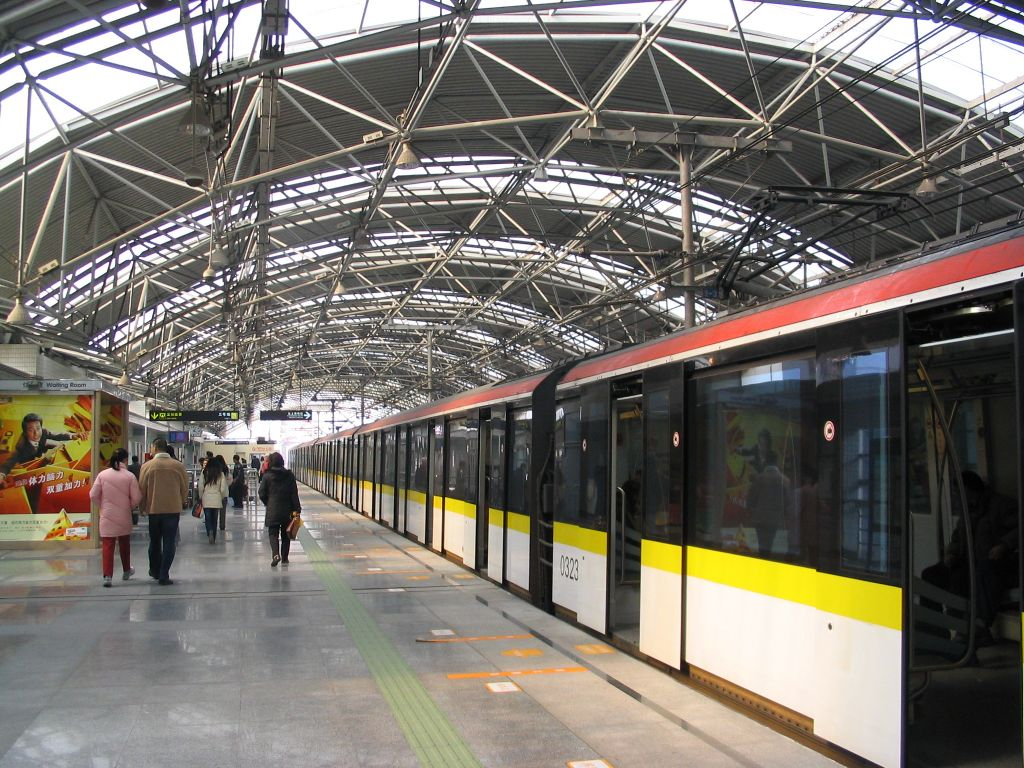
난간형 스크린도어 설치전 승강장 (2006년)

차오시루역(중국어: 漕溪路站)은 상하이 쉬후이구 중산난2로(中山南二路) 룽화 서로(龙华西路)에 위치한 상하이 지하철 3호선의 고가역이다. 1호선과 4호선의 상하이 체육관역과 11호선의 상하이 수영장역이 인접해 있지만, 두 정거장을 연결하는 계획은 없다.

## 역 구조
| 4층 | 상대식 승강장, 오른쪽 출입문이 열림 | 상대식 승강장, 오른쪽 출입문이 열림        |
| 4층 | ←                                   | ■3호선 상하이 남역 방면(룽차오루)          |
| 4층 | →                                   | ■3호선 장양베이루 방면 (이산루)            |
| 4층 | 상대식 승강장, 오른쪽 출입문이 열림 |                                            |
| 3층 | 대합실                              | 고객 센터, 자동 매표기, 수동 서비스 카운터 |
| 2층 | 상점                                |                                            |
| 1층 | 출구                                | 1-3번 출구                                 |

## 출구
|                         |                                                                               |  |  |
| 출구 번호               | 출구 위치                                                                     |  |  |
| 1번 출구                | 카이솬로(凯旋路) 보도, 지하철역 북측                                          |  |  |
| 2번 출구                | 카이솬로(凯旋路) 보도, 지하철역 남측                                          |  |  |
| 3번 출구                | 카이솬로(凯旋路) 보도, 차오시 북로(漕溪北路) 동측, 중산난2로(中山南二路) 남측 |  |  |
| 아이콘 설명: 엘리베이터 |                                                                               |  |  |

## 인근 역세권
- 상하이 체육관(上海体育馆)
- 상하이 경기장(上海体育场)

## 연결 가능한 버스 노선
42, 43, 43구간, 49, 56, 73, 87, 89, 92, 92B, 122, 120, 138, 157, 167, 218, 251, 303, 326, 703, 703B, 704, 704B, 712, 718, 720, 721, 754, 764, 770, 808, 820, 824, 926, 927, 946, 931, 938, 957, 958, 984, 985, 터널2선, 후쑹 전용선(四汽高速), 상서딩반선, 쉬촨선, 완저우 전용선, 수민선, 수민 야간선, 룽우 야간선, 후천선

## 같이 보기
- 상하이 지하철 3호선
- 쉬후이구